# 아부 사이드 미르자
아부 사이드 무함마드 미란샤 티무르 (1424 - 1469)는 지금의 카자흐스탄, 우즈베키스탄, 이란, 아프가니스탄을 지배했던 티무르 왕조의 일원이자 티무르 제국의 지배자였다. 샤 루흐와 울루그 베그 사후에 벌어진 내전에서 두각을 드러내어 1451년에 사마르칸트, 1458년에 헤라트를 점령하면서 제국의 두 주요부를 통합하였다. 이후 그는 서부 영토를 장악한 흑양조 및 백양조와 전쟁을 벌였으나, 후자의 싸움에서 전사하고 말았다.
그는 또한 무굴 제국의 창건자인 바부르의 조부이기도 하다.

## 어린 시절
아부 사이드는 티무르의 증손자이자, 미란 샤의 손자이며 울루그 베그의 조카였고 따라서 티무르 제국의 주요 왕공들 중 한명이었다. 아부 사이드의 이런 가계 탓에 그는 젊은 시절부터 티무르 제국을 복원하기 위해 다른 티무르의 후손들, 흑양조, 백양조와 패권을 다퉜다.
아부 사이드의 아버지인 무함마드 미르자는 트란스옥시아나의 지배자였던 사촌 울루그 베그와 가까운 관계를 유지했지만, 왕위 계승이나 정치 문제에는 거의 관여하지 않았던 것으로 보인다. 그가 임종할 즈음 울루그 베그가 방문하자, 무함마드 미르자는 아들 아부 사이드로 하여금 그와 손을 맞대게 하고, 자신의 아들을 보호해달라고 유언했다.
아부 사이드는 울루그 베그의 궁정에서 관직을 맡게 되었고, 그의 딸과 결혼하기도 했다. 하지만  샤 루흐가 죽은 뒤 울루그 베그가 즉위하자, 아부 사이드는 은인을 배신했다. 1449년, 울루그 베그의 셋째 아들 압둘 라티프가 반란을 일으키면서 내전기가 다시금 도래했다. 울루그 베그가 반란을 진압하는 동안, 북부 변경의 수비를 맡고 있던 아부 사이드는 아르군 부족을 동원하여 수도 사마르칸트를 공격했다. 다만 울루그 베그의 또 다른 아들인 압둘 아지즈가 성채로 후퇴하여 농성한 뒤, 아버지에게 이 상황을 알렸고, 울루그 베그가 군대를 이끌고 돌아오자 아부 사이드는 철수했다. 그러나 압둘 라티프가 진격하여 사마르칸트에 도달하자 울루그 베그와 압둘 아지즈는 항복하였고, 같은해 메카 순례에 나선 둘은 암살당했다. 이후 아부 사이드는 압둘 라티프에게 맞서 군대를 이끌었지만, 그 역시 패배하고 포로로 잡혔다.

## 즉위
1450년 무렵, 사마르칸트에 잡혀 있었던 아부 사이드는 탈출에 성공하여 부하라로 도망쳤다. 그는 그곳에서 거의 지지를 받지 못했고, 심지어 감옥에 갇혀 처형당할 뻔 했지만, 그해 5월 압둘 라티프가 죽었다는 소식이 도시에 전해지자 겨우 이를 면했다. 부하라의 귀족들은 아부 사이드를 석방하고 충성을 서약하였다. 이후 그는 다른 티무르 왕자였던 압둘라 미르자에 맞서 사마르칸트로 진격하였고, 한 차례의 실패 이후 야시를 점령했다. 1451년 6월에는 아불 하이르 칸이 이끄는 우즈베크족의 도움을 받아 사마르칸드를 점령해 트란스옥시아나의 지배권을 손에 넣었다. 1454년부터는 호라산의 바부르 이븐 바이순쿠르와 전쟁을 벌였으나, 결판을 내지는 못 했다. 하지만 1457년에 바부르가 죽자 호라산을 점령하고 헤라트에 입성했다. 이에 따라서 아부 사이드는 티무르 제국의 중심부인 헤라트와 사마르칸트를 모두 장악함으로써, 당시 티무르 왕조의 군주들 중 가장 강대한 세력을 자랑하게 되었다.
1458년, 흑양조의 자한 샤가 호라산으로 진격해 헤라트를 점거했다. 그러나 발흐로 퇴각했던 아부 사이드가 자한 샤의 아들인 피르 부다크를 격파하면서 호라산을 다시 회복했다. 이후 아부 사이드와 자한 샤는 협상을 통해 삼난을 경계로 서로의 영역을 구분하는 것으로 분쟁은 일단락되었다.
티무르 왕조의 3명의 군주(술탄 산자르, 이브라힘 미르자, 알라 앗 다울라)가 동맹을 맺어 그에게 대항했는데, 1459년 3월에 사라흐 전투에서 동맹군을 철저히 짖밟았다. 술탄 산자르는 전투 직후 붙잡혀 처형되었고, 후자의 두 사람은 다음 해에 망명 중 사망했다. 또한 바부르의 아들이었던 마흐무드 또한 이 시기에 사망했다. 전투에서의 승리와 경쟁자들의 죽음 덕분에, 아부 사이드는 마잔다란과 시스탄까지 영토를 확장할 수 있었으며, 심지어 티무르가 명목상의 종주권만 획득했던 바다흐샨을 정복하기도 했다.

## 백양조 원정과 사망

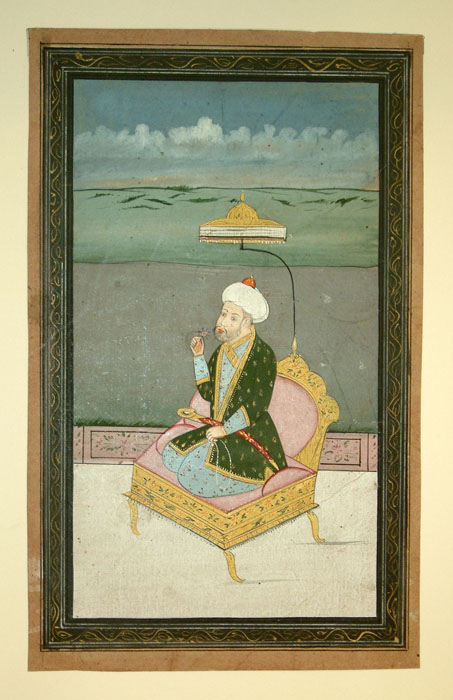

1647년, 백양조가 흑양조를 격파하고 그 세력을 집어 삼키자 흑양조의 하산 알리가 아부 사이드에게 개입을 요청했다. 아부 사이드는 자한 샤와 우호적인 관계를 유지했음에도 불구하고, 이전에 흑양조에 의해 정복되었던 서부 영토를 탈환할 수 있다는 희망을 버리지 않았던 듯 하다. 또한 그는 이제 그 영토들이 백양조에게 넘어가는 것을 보고, 우준 하산의 부상을 견제하지 않으면 앞으로 서부 영토를 되찾을 수 있는 가능성이 거의 없어진다고 판단했다. 따라서 아부 사이드는 1468년에 하산 알리의 요청을 명분으로 출정했다.
그러나 이는 초기 계획이 거의 포함되지 않은 충동적인 결정이었다. 이는 그가 모든 군대와 보급품이 집결하기를 기다리지 않고 진격했다는 것에서 명확하다. 따라서 그는 충분한 예비 병력을 확보하지 못했다. 비록 이라키-아잠과 파르스의 백양조 총독을 축출하고, 길란 등의 지역에서 그의 권위를 인정받았지만, 이는 내륙의 질서를 확보하는 데에는 불충분했다. 몇몇의 중요 거점들은 점령되지도 않았고, 레이(Ray)처럼 완전히 우회되기도 했다. 또한 우준 하산의 우호 관계 지속을 요청하는 서신에 대해서도 거의 관심을 기울이지 않았다.
흑양조의 아미르들과 투르크멘 5만 병력, 그리고 시르반샤의 파루크 야사르가 합류한 대군은 이라크를 거쳐 아제르바이잔으로 진군했지만, 백양조는 어디론가 사라진 뒤였다. 그리고 겨울이 오자 아부 사이드는 백양조의 본거지인 카라바흐의 기후가 온난함을 알고 거기서 겨울을 보내기로 결심하고 진격했다. 하지만 제대로 된 전투가 벌어지기도 전에 군대는 위험한 상황에 처했다. 아제르바이잔 일대의 혹독한 겨울로 인해 어려움을 겪고 있는 상황에서, 약 1931km에 달하는 호라산 보급로마저 백양조에게 위협을 받았기 때문이다. 시르반으로부터 오는 식량 수송 선박과 빠르게 지원군이 올 수 있는 모든 경로들이 차단되었다. 식량, 방한복, 동물들의 고갈과 백양조 군대의 지속적인 기습 때문에 군대의 사기는 계속 떨어지고 수많은 탈영자가 발생했는데, 이는 우준 하산이 파루크 야사르를 설득하여 티무르 군대에서 이탈하게 하면서 더욱 악화되었다. 결국 아부 사이드는 퇴각하기로 결심했다.
하지만 1469년 2월 11일, 우준 하산이 이끄는 백양조의 군대는 카라바흐에서 티무르 군대를 격파하고 그를 사로잡았다. 우준 하산은 그를 야드가르 무함마드에게 넘겼는데, 12년 전 아부 사이드가 자신의 증조모인 가우하르 샤드를 처형한 것에 증오를 품고 있었던 그는 1469년 2월 17일에 아부 사이드를 처형했다.

## 사후
아부 사이드는 헤라트와 사마르칸트를 동시에 지배하고, 아제르바이잔까지 진군한 마지막 티무르 군주였다. 그의 죽음과 함께, 티무르 제국은 호라산과 시스탄을 제외한 페르시아 영토를 모두 상실하였다. 아부 사이드의 아들들은 제국의 남은 영토를 서로 나누어 가졌는데, 장남 술탄 아흐마드는 사마르칸트, 차남 술탄 마흐무드는 바다흐샨 및 히사르, 삼남 울루그 베그 2세는 카불 및 가즈니, 막내 우마르 셰이크 2세는 페르가나를 차지했다. 그러나 티무르 왕조의 새로운 군주들 가운데 가장 위대했던 인물은 아부 사이드의 아들들 중 한명이 아니라, 제국의 수도 헤라트를 차지했던 후세인 바이카라였다.

## 내치
아부 사이드는 샤 루흐 사후 지속되던 내전을 종식시키고 제국의 내부에 안정을 가져왔다. 다만 그 과정에서 티무르 시대의 잔혹함을 능가하는 살인과 처형이 있었다. 재상 쿠툽 앗 딘 심나니를 포함한 몇몇 법원 관료들은 횡령죄를 이유로 처형되었다. 1462년에 뇌물 수수와 세금 갈취로 고발된 세금 징수관 크와자 무이즈 앗 딘과 자금 관리관 샤이크 아흐마드는 잔인하게 처형당했다. 전자는 헤라트 시타델 앞에서 가마솥에 삶아졌으며, 후자는 성문 앞에서 산 채로 가죽이 벗겨졌다. 한편 여성들도 가혹한 처벌의 대상이 될 수 있었는데, 대표적으로 샤 루흐의 아내이자 아부 사이드의 작은 할머니였던 가우하르 샤드가 있다.
전형적인 튀르크멘 군사 지도자였던 아부 사이드는, 일찍이 자신을 그들의 지도자로 선출한 핵심 지지 세력이던 튀르크계 아르군 부족을 정치-군사 부문에 등용했다. 아부 사이드의 왕비 역시 아르군 부족장의 딸이었으며, 부족의 주요 구성원들과 그의 아들들에게 후한 영지를 수여함으로써 권력을 공고히 했다.
성직자들 역시 아부 사이드의 지지 세력 중 하나였다. 그들은 몽골 관습을 부활시키던 울루그 베그보다는, 수피즘 학자들의 영향을 받던 아부 사이드를 선호하였다. 이들 중 가장 눈에 띄는 사람은 아부 사이드와 친밀한 관계를 유지하던 낙쉬반디 교단의 셰이크, 우바이둘라 알 아흐라르였다. 아흐라르의 설득에 따라, 아부 사이드는 사마르칸트와 부하라에 샤리아 법을 재정립하고 교리에 어긋난 상업 세금을 폐지하였다. 다만, 제국에 재앙적인 결과를 초래한 백양조 원정 역시 아흐라르의 조언에 따른 것이었다.
또 다른 수피즘 종교 지도자이자 "셰이크 올-이슬람"이라는 칭호를 가진 부르한 앗 딘 역시 궁정에서 강력한 영향력을 지녔었는데, 그는 아흐라르와 달리 울루그 베그의 정책을 유지하고 몽골-튀르크 관습을 보존할 것을 주장했다. 아부 사이드는 대부분의 경우 아흐라르의 견해를 따르긴 했지만, 몇몇 경우에서는 부르한 앗딘의 견해를 따르는 등 상황에 알맞게 셰이크들의 권위를 이용했다. 아흐라르는 주로 군대와 민중의 여론과 부합하였고, 부르한 앗딘은 민중 통제와 문화 증진에 효과적이었는데, 이는 민중 반란 진압에 매우 유용한 것으로 입증되었다.
아부 사이드가 농업과 농민들의 복지에 관심을 가지게 된 것은, 아마도 이러한 유형의 반란에 대한 반응일 것이다. 그는 기존의 관개 시스템을 개선하는 한편, 농민들을 배려하도록 세제를 개혁했다. 특히 재상이었던 쿠툽 앗딘 심나니는 헤라트 북쪽의 주이 술타니 수로(Juy-i Sultani Canal)의 건설을 적극적으로 주도하였다.
내전 때문인지, 아니면 잦은 군사 원정 때문인지는 몰라도, 아부 사이드는 개인적으로 대규모 건축 사업을 벌이지는 않았다. 그러나 그에게 인정받은 몇 개의 작품이 있는데, 대표적으로 헤라트 성벽 밖에 세워진 왕궁인 아크 사라이(백색 궁전/Aq Saray)가 있다. 한편 마슈하드 일대에 물을 공급한 굴리스탄 댐의 보수, 헤라트 모스크/무살라의 아이완(Iwan)과 가리 카루크(Ghār-i Karukh)의 증축, 티무르 왕조의 여름 휴양지인 오베(Obeh)에 목욕탕과 스파를 건설한 것 역시 아부 사이드 시기에 확인되는 건축 사업들이다.

## 유산
아부 사이드에 대한 기록들은, 그가 생애 대부분을 전쟁으로 보냈음에도 불구하고, 거의 20년 동안 확고한 지배권을 유지한 그의 성공을 바탕으로 호의적인 경향이 있다.15세기의 역사학자 미르 카반드는 그의 저서 《라우자트 앗-사파(Rawżat aṣ-ṣafā)》에서, 아부 사이드를 "티무르 왕조의 왕자들 중 가장 뛰어난 분별력과 출신, 진취성을 가진 군주"라고 묘사했다. 또한 "그는 학자, 성직자, 문인들의 친구이자 후원자였으며, 그의 통치 기간 동안 투르키스탄, 투란, 시스탄, 마잔다란은 번영의 절정을 이루었다"고 평가했다.
하지만 그의 업적에도 불구하고, 아부 사이드는 그의 야망이었던 티무르 시대의 제국은 물론이고 샤 루흐 시대의 제국을 재건하는 데에도 실패했다. 그는 자신의 영역에서 지속적인 평화를 이룩하지 못했으며, 그가 사망한 지 40년 만에 우즈베크인의 침공으로 제국의 거의 모든 영역이 사라졌다. 그러나, 이는 그의 손자인 바부르가 인도 아대륙에서 정복을 시작하도록 이끌었고, 무굴 제국의 건국으로 이어졌다.
| 전임 압둘라 | 티무르 왕조 사마르칸드의 지배자 1451년 - 1469년 | 후임 술탄 아흐마드 |

| 전임 이브라힘 | 티무르 왕조 헤라트의 지배자 1459년 - 1469년 | 후임 후세인 바이카라 |